# Альянс капітана Форпатріла
Альянс капітана Форпатріла (англ. Captain Vorpatril's Alliance) — науково-фантастичний роман американської письменниці Лоїс Макмастер Буджолд, який є частиною саги про Форкосиганів. Сюжет зосереджений на кузені Майлза Форкосигана, капітані Івані Форпатрілі, та біженці з Джексонського Всесвіту, на ім'я Тедж. За внутрішньою хронологією, події книги відбуваються приблизно через рік після подій «Дипломатичного імунітету» (англ. Diplomatic Immunity) (2002) та за чотири роки до «Кріоопіку» (англ. Cryoburn) (2010).

## Сюжет
Під час перебування на планеті Комар капітан Іван Форпатріл отримує завдання від Байєрлі Воррут'єра, таємного агента Імперської Безпеки, дізнатися особу молодої жінки, на ім'я Тедж, яка, як він підозрює, перебуває в небезпеці. 
Іван знайомиться з нею на роботі, фліртує і запрошує на побачення, але отримує відмову. Після того як він стежить за нею до її будинку, Тедж впускає його у свою квартиру, де його несподівано атакує її компаньйонка — генетично модифікована жінка, на ім'я Ріш. Іван проводить ніч, прив'язаний до стільця, поки вони вирішують, що з ним робити. Коли у квартиру вриваються двоє чоловіків, Іван встигає попередити жінок, і ті знешкоджують нападників. Після цього він пропонує жінкам сховатися у своєму помешканні.
Переслідувачі Тедж і Ріш звинувачують їх у незаконному проникненні на Комар, одночасно обвинувачуючи Івана у викраденні. Поліція використовує ці розслідування, щоб знайти їх. Через кілька днів, коли поліція намагається проникнути до квартири Івана, він поспіхом одружується з Тедж і наймає Ріш як її співробітницю, щоб надати їм юридичний захист. 
Тедж розповідає, що вона — наймолодша донька барона Кордонаха з Джексонського Всесвіту, планети, де панує економіка вільного ринку за принципом laissez-faire. На цій планеті процвітають дії, які в інших місцях вважаються злочинами. Дім Кордонах нещодавно був захоплений силою конкурентами, які оголосили нагороду за життя або полонення решти членів родини, змусивши мисливців за головами переслідувати їх аж до Комарра. Тепер, ставши частиною родини високого Ворлорда, Тедж і Ріш вирушають з Іваном на Барраяр, де їм забезпечується більша безпека.
На Барраярі Ріш зав'язує роман із Байєрлі. Іван і Тедж намагаються анулювати шлюб через графа Фалько Форпатріла, але отримують відмову. Фалько каже Івану, що тепер йому доведеться нести відповідальність за свої вчинки. Згодом Іван і Тедж починають відчувати взаємні почуття. Несподівано на Барраяр приїжджає вся родина Тедж. Під прикриттям возз'єднання родичі планують здобути фінансові ресурси, щоб повернути свій дім. 
Бабуся Тедж, колишня аристократка з Цетаганди, знає про підземний бункер, залишений після вторгнення Цетаганди на Барраяр, яке було відбито століття тому. У бункері заховані скарби, але він розташований під будівлею штаб-квартири Імперської Безпеки. 
Використовуючи генетично модифікований гриб, родина вириває тунель до бункера, уникаючи шуму або електронних сигналів, які могли б привернути увагу Імперської Безпеки (ImpSec). Коли вони майже готові проникнути в бункер, щоб забрати скарби, Іван розгадує їхній план і протистоїть Тедж. Вона, однак, переконує його допомогти. План зазнає краху, коли найнятий бароном контрабандист, який мав перевезти скарби, виявляється більше зацікавленим у нагороді за полонення родини. У результаті конфронтації вибухає давно забута підземна бомба, що залишає всіх замкненими у бункері. 
Під час порятунку Іван і Тедж зізнаються одне одному в коханні та вирішують залишитися разом. Імперські сили Барраяру рятують їх і закріплюють вміст бункера, але фундамент штаб-квартири Імперської Безпеки зазнає пошкоджень, і будівля провалюється під землю. Імператор Грегор укладає угоду з бароном Кордонахом: в обмін на десяту частину скарбів і корабель для повернення на Джексонський Всесвіт Рід Кордонах стає таємним союзником Барраяру, пропонуючи прихисток барраярським агентам. 
Щоб уникнути скандалу через спробу крадіжки, Байєрлі висилають на Джексонський Всесвіт разом із родиною Кордонахів, а Івана призначають дипломатичним аташе на планеті Ілла. Наприкінці книги Іван і Тедж читають листи від родин і планують своє майбутнє.

## Відгуки
Роман «Альянс капітана Форпатріла» став фіналістом премії Г'юго 2013 року в категорії «Найкращий роман». На сайті Tor.com Джо Волтон описала його як «чудовий у цілому», «дуже захопливий і надзвичайно веселий», а також «справді напрочуд хороший науково-фантастичний роман», порівнявши його з романом Джорджет Геєр «Cotillion». На Locus Online Пол Ді Філіппо порівняв роман із фарсом у стилі Ґілберта і Саллівана, а також зі «світлою та абсурдною» версією творів Керолайн Черрі, похваливши майстерність Бужольд у чергуванні поглядів між Іваном і Тедж. Натомість Стівен Г. Сільвер із The SF Site вважав, що чергування поглядів було виконано не так вдало, як могло б бути, і зазначив, що Іван «краще підходить для ролі другорядного персонажа, ніж головного героя». Утім, Сільвер визнав, що Іван і Тедж можуть здаватися менш динамічними лише у порівнянні з більш типовими протагоністами Бужольд.

## Історія публікацій
З червня 2012 року роман був доступний як неперевірена електронна книга для попереднього читання (e-ARC). Офіційний друкований реліз відбувся в листопаді 2012 року.